# Kapital Network
Kapital Network bila je prva poslovna televizija u Hrvatskoj i regiji, ujedno i nacionalna televizija u Hrvatskoj. Program ove televizije se emitirao u digitalnoj zemaljskoj televiziji - multipleksu D, na kabelskoj televiziji putem koncesionara kabelskih televizija - B-net i Kerman na području Zagreba, Osijeka, Rijeke, Zadra i Splita, te nekih manjih kabelskih operatera i preko MAX tv-a i Iskon.TV-a.

## Povijest
Od početka listopada 2007. godine kanal je emitirao i putem satelita Atlantic Bird 3, 5 stupnjeva zapadno te je kao slobodni kanal bio dostupan i drugim kabelskim distributerima u Europi i regiji.
Od 5. ožujka 2010. Kapital Network dobiva privremenu nacionalnu koncesiju, a od 16. prosinca 2010. dobiva trajnu.
U programu su se emitirale vijesti svakih sat vremena i servisne informacije, poput vremenske prognoze, tečajne liste, biznis kalendara, a preuzimali su se i određeni sadržaji inozemnih medija poput Deutsche Wellea i VOA-e. U programu Kapital networka emitirali su se magazini i talk showovi "Gospodarski tjedan", "Boja novca", "Europa", "Puls" i "Intervju tjedna".
U jednom od projekata Kapital Networka, "Novi Pravac" emisiji o energetici transportu i okolišu, urednice i voditeljice Nade Kolega gostovali su stručnjaci iz Hrvatske i regije. Kapital network emitirao je i pregled gospodarstva Bosne i Hercegovine u magazinu "Poslovni kurs" kojeg producira banjalučki ATV, a magazin "Money Talk - Govor novca" u produkciji Enter TV-a iz Beograda donosio je pregled poslovnog tjedna u Srbiji. 
Dana 31. kolovoza 2012. u 23:59 sati, odlukom Uprave OiV-a, isključen iz sustava odašiljanja digitalne televizije multipleks D na području cijele Hrvatske.
Dana 26. rujna 2012. na održanoj sjednici VEM-a, odlučeno je da im se trajno oduzme koncesija za obavljanje djelatnosti pružanja medijske usluge televizije za emitiranje specijaliziranog televizijskog kanala u zemaljskoj mreži unutar Multipleksa D na području Republike Hrvatske.